# Fred Nardin
Frédéric Nardin, dit Fred Nardin, né le 6 juillet 1987 à Saint-Rémy (Saône-et-Loire), est un pianiste, organiste, arrangeur et compositeur de jazz français.
Il se produit en trio aux côtés de Leon Parker et Or Bareket, ainsi qu'au sein de l'Amazing Keystone Big Band, qu'il a cofondé ou encore dans le quartet du saxophoniste italien Stefano Di Battista. 

## Biographie

### Jeunesse et études
Fred Nardin est issu d'une famille de musiciens amateurs : son père joue du saxophone ténor après avoir pratiqué la batterie et l'harmonica, sa sœur du piano et son frère de la batterie. Après avoir entendu sa sœur jouer des œuvres classiques (Bach, Mozart, Chopin), Fred Nardin prend ses premiers cours de piano à cinq ans. À partir de 9 ans, il étudie la musique classique et le jazz au Conservatoire de Chalon-sur-Saône puis intègre, à l'âge de 18 ans, le département Jazz et Musiques improvisées du Conservatoire national supérieur de musique et de danse de Paris (CNSMDP) où il obtiendra en 2011 un master.
En 2013, sa passion pour l’écriture et le cinéma l'amène à poursuivre ses études musicales dans la classe de composition de musique à l’image du CNSMDP dirigée par Laurent Petitgirard et Marie-Jeanne Serero dont il sortira diplômé en 2015[réf. nécessaire].

### Carrière
En 2010, il fonde The Amazing Keystone Big Band avec ses trois camarades Jon Boutellier, Bastien Ballaz et David Enhco, grande formation de 18 musiciens. Leur premier album Pierre et le Loup... et le jazz, ré-adaptation pour grand orchestre de jazz de la célèbre œuvre de Prokofiev et conté par Denis Podalydès et Leslie Menu, a remporté le prix du Meilleur album de jazz français de l’Académie du jazz en 2013. Suivront Le Carnaval jazz des animaux conté par Édouard Baer, sorti en octobre 2015 et Monsieur Django et Lady Swing, conté par Guillaume Gallienne, sorti en novembre 2017. L’Amazing Keystone Big Band a également collaboré avec Quincy Jones, Dee Dee Bridgewater, Gregory Porter, Rhoda Scott, Cécile McLorin Salvant, Zaz, Charles Aznavour, Liz McComb, Nikki Yanofsky, James Carter... et a été récompensé d'une Victoires du Jazz dans la catégorie « Meilleur groupe de l’année » en 2018. 
En 2017, il reçoit le Prix Django-Reinhardt (musicien français de l’année 2016) de l’Académie du jazz. La même année sort Opening, un album en trio avec Or Bareket et Leon Parker, salué par la critique,.
En 2018, il est nommé aux Victoires du jazz dans la catégorie « Artiste qui monte ».
En 2019 parait l'album Look Ahead (Naïve) en trio avec Or Bareket et Leon Parker.
En 2021, il participe en tant que pianiste, arrangeur et directeur artistique à l'album Morricone Stories du saxophoniste italien Stefano Di Battista (Warner Music).
En 2022 parait de l'album Live in Paris, en trio avec Or Bareket et Leon Parker, enregistré au Sunside à Paris en février 2020.
En 2023, il réalise et arrange le quatorzième album du chanteur français Pascal Obispo Le Beau qui pleut (Atletico Records) aux côtés du saxophoniste Max Pinto, ainsi que la direction musicale de la tournée Obispo 30 ans de succès,. Il réalise et arrange ensuite l'album Correspondances et en 2024 l'album studio L'Archipel des séquelles

### Enseignement
Parallèlement à sa carrière de musicien, il a enseigné de 2009 à 2015 le piano jazz au CRR de Chalon-sur-Saône et l’arrangement et le piano jazz au Pôle d’Enseignement Supérieur de la Musique de Bourgogne de 2011 à 2015.

## Style
Nourri de swing et de bebop, le style de Fred Nardin s'inspire aussi bien de musiciens dits classiques, comme Debussy ou Fauré, que de musiciens de jazz, comme Nat King Cole, Oscar Peterson, Duke Ellington, Thelonious Monk, Mc Coy Tyner, Kenny Kirkland, Kenny Barron ou encore Mulgrew Miller ,…
Le musicien « s'inscrit dans un classicisme jazz revendiqué, [et] sa volubilité associée à une maîtrise totale du vocabulaire emporte l’adhésion, sans la moindre réserve ».
Son trio habituel est composé d'Or Bareket à la contrebasse et de Leon Parker à la batterie, un musicien exigeant qui a joué avec deux de ses influences, Mulgrew Miller et Kenny Barron, ce qui est un honneur pour le pianiste.

## Récompenses
- 2013 : Prix du Meilleur album de jazz français de l'Académie du Jazz pour Pierre et le Loup… et le Jazz avec The Amazing Keystone Big Band [3]
- 2017 : Prix Django-Reinhardt (musicien français de l’année 2016) de l'Académie du jazz
- 2018 : Victoires du Jazz dans la catégorie « Meilleur groupe de l’année » avec The Amazing Keystone Big Band [4]
- Coup de cœur Jeune Public automne 2021 de l'Académie Charles-Cros pour Alice au pays des merveilles avec The Amazing Keystone Big Band[16].

## Discographie

### En tant que leader ou coleader
- 2017 : Opening, Fred Nardin Trio (Jazz Family)
- 2018 : At Barloyd's (Jazz&people)
- 2019 : Look Ahead, Fred Nardin Trio (Naïve)
- 2022 : Live in Paris (Jazz Family)

Avec The Amazing Keystone Big Band
- 2013 : Live à Jazz à Vienne (Moose)
- 2013 : Pierre et le Loup et le Jazz (Le Chant du Monde/Harmonia Mundi)
- 2015 : Le Carnaval jazz des animaux (Nôme)
- 2017 : Live au Crescent (Nôme)
- 2017 : Mr Django & Lady Swing (Nôme)
- 2017 : Jazz Loves Disney (Verve)
- 2017 : Django Extended (Nôme)
- 2018 : La voix d'Ella (Nôme)
- 2018 : We love Ella (Nôme)
- 2021 : Christmas Celebration (Nôme)
- 2021 : Alice au pays des merveilles (Nôme)
- 2024 : Fascinating Rhythm(s)  (Nôme)

Autres formations
- 2014 : At Home, Switch Trio (Black & Blue)
- 2016 : Watt's[17], Fred Nardin/Jon Boutellier quartet (Gaya)
- 2020 : In Town, Switch Trio (Jazz Family)

### En tant que sideman
Avec le Big Band Chalon Bourgogne
- 2009 : À l'arbre par la fenêtre (CDA BBCB)

Avec Sophie Alour
- 2014 : Shaker (Naïve Records)

Avec Gaël Horellou
- 2014 : Roy (Le Petit label)
- 2016 : Moral de fer (Le Petit label)
- 2021 : "Power Organ Quintet" (Fresh Sound)

Avec Zaz
- 2014 : Paris (Play on)

Avec Véronique Hermann Sambin
- 2015 : Basalte (Jazz Family)

Avec Patricia Bonner
- 2016 : A song for You

Avec Jean-Philippe Scali
- 2016 : Low Down (Gaya)

Avec Alex Freiman
- 2017 : Play it Gentle (Gaya)

Avec Hugo Lippi
- 2019 : Comfort Zone (Gaya)

Avec Nancy Harms
- 2019 : She (Gazelle records)

Avec Anne Sila
- 2021 : À nos cœurs (Play 2)

Avec Petter Wettre
- 2021 : The Last Album (Grappa Musikkforlag)

Avec  Stefano Di Battista
- 2021 : Morricone stories (Warner Music)
- 2024 : La Dolce Vita (Warner Music)

Avec Max Pinto
- 2023 : DNA (Gaya Music Production)

Avec Michael Valeanu
- 2023 : Move your Feet (Michael Valeanu)

Avec Ralph Moore & Michael Cheret
- 2024 : Soul Keepers (lp)

Avec Baptiste Herbin (feat. Jon Gordon, Pierrick Pédron et Géraldine Laurent)
- 2024 : Altesques (Space Time records)

Avec Pascal Obispo
- 2023 : Le Beau qui pleut (Atletico records)
- 2024 : Obispo, 30 ans de succès (Atletico records)
- 2024 : L'archipel des séquelles" (Atletico records)

### Autres collaborations
Fred Nardin a travaillé en tant que directeur artistique, chef d'orchestre ou arrangeur pour d'autres artistes.
- 2013 : Cécile McLorin Salvant, Le Front caché sur tes genoux, chanson de l'album Woman Child (Mack Avenue Records)[18]
- 2015 : Véronique Hermann Sambin, Basalte (JazzFamily)
- 2019 : Nancy Harms, She (Gazelle records)
- 2019 : Hugo Lippi, Comfort Zone (Gaya Music)
- 2020 : Jon Boutellier, On Both Sides of the Atlantic (Gaya Music)
- 2021: Stefano Di Battista, Morricone Stories (Warner Music)
- 2023 : Viktor Nyberg, Home (New Trad)
- 2023 : Pascal Obispo, Le beau qui pleut (Atletico Records)[19]
- 2023 : Pascal Obispo, Tournée « 30 ans de succès »
- 2024 : Pascal Obispo, Tournée « Correspondances »
- 2024 : Stefano Di Battista, La Dolce Vita (Warner Music)
- 2024 : Pascal Obispo, L'Archipel des séquelles (Atletico Records)

### Musique de film
- 2020 : Musique du film documentaire Un été à la Garoupe avec Michel Portal[20]